# Laurence G. Taff
| Nummer und Name               | Entdeckungsdatum   |
| ----------------------------- | ------------------ |
| (2460) Mitlincoln 1           | 1. Oktober 1980    |
| (3343) Nedzel                 | 28. April 1982     |
| (3403) Tammy                  | 25. September 1981 |
| (3973) Ogilvie                | 30. Oktober 1981   |
| (4028) Pancratz               | 18. Februar 1982   |
| (4143) Huziak                 | 29. August 1981    |
| (4324) Bickel                 | 24. Dezember 1981  |
| (4329) Miró                   | 22. September 1982 |
| (5501) 1982 FF2               | 30. März 1982      |
| (5550) 1981 UB1               | 30. Oktober 1981   |
| (6171) Uttorp                 | 26. Oktober 1981   |
| 1 zusammen mit Dave E. Beatty |                    |

Laurence G. Taff (* 1947) ist ein US-amerikanischer Astronom und Asteroidenentdecker.
Er ist Experte für mathematische Modelle und Verfasser mehrerer Bücher über Himmelsmechanik. Zwischen 1980 und 1982 entdeckte er insgesamt elf Asteroiden, einen davon zusammen mit Dave E. Beatty.